# ホテル日航姫路
ホテル日航姫路（ホテルにっこうひめじ、英: Hotel Nikko Himeji）は兵庫県姫路市にあるホテル。

## 概要
姫路市の中心部、JR姫路駅南出口前にある。1990年にホテルサンガーデン姫路として開業したが、2005年（平成17年）に三井不動産グループからケン・コーポレーションに売却。JALホテルズ（現：オークラ ニッコー ホテルマネジメント）に運営が委託され、ホテル日航姫路となった。
ホテル不動産は、2007年（平成19年）12月14日にオリックスが匿名組合出資する「合同会社ジョイントアーク06」が取得、2016年（平成28年）9月30日にオリックス不動産投資法人が48億円で取得したが、2023年8月31日に18億32百万円で売却された。また、同日付でオリックス・ホテルマネジメント株式会社は姫路ホテルマネジメント株式会社の株式を譲渡とした。

## 沿革
- 1990年（平成2年） - ホテルサンガーデン姫路が開業
- 2005年（平成17年）7月1日 - ホテルサンガーデン姫路・ホテルサンガーデン日立とともに、ケン・コーポレーションに売却。JALホテルズに運営が委託され、ホテル日航姫路となる

## アクセス
- 鉄道
  - 西日本旅客鉄道（JR西日本） 姫路駅南口より徒歩すぐ
  - 山陽電気鉄道 山陽姫路駅より徒歩3分
- 自動車
  - 姫路バイパス 姫路南ランプから約3分